# Ахметов, Серик Ныгметович
Сери́к Ныгме́тович Ахме́тов (каз. Серік Нығметұлы Ахметов; 25 июня 1958, Темиртау, Карагандинская область, Казахская ССР, СССР) — казахстанский государственный деятель, премьер-министр Республики Казахстан с 24 сентября 2012 года по 2 апреля 2014 года, доктор экономических наук.

## Биография
Происходит из подрода тока рода куандык племени аргын. В 1985 году окончил завод-втуз при Карагандинском металлургическом комбинате по специальности инженер-металлург, в 1993 году аспирантуру Российской академии управления (Москва) — доктор экономических наук.
Трудовую деятельность начал в 1975 году учеником токаря, затем работал токарем Карметкомбината.
С 1976 по 1978 год — служба в армии.
В 1978 году возвращается на Карметкомбинат токарем. С 1983 года избирается секретарём комитета комсомола комбината.
В 1985 году избран первым секретарём Темиртауского горкома ЛКМСК.
С 1986 года — первый секретарь Карагандинского обкома комсомола.
С 1989 года — ответорганизатор Карагандинского обкома партии.
С 1990 по 1993 год — аспирант Российской академии управления.
В 1993 году назначается начальником бюро маркетинга, затем начальником отдела ВЭС (внешнеэкономических связей) Карметкомбината.
В 1994 году возглавляет совместное предприятие «Футау».
В 1995 году назначается генеральным директором Казахстанской агропромышленной биржи «Кен дала», а в 1996 году становится президентом преобразованной Центрально-Казахстанской товарной биржи «Кен дала».
С 1998 по 2001 год — государственный инспектор организационно-контрольного отдела Администрации Президента Республики Казахстан.
С 2001 по 2003 год — аким города Темиртау.
С 2003 по 2004 год — первый заместитель акима города Астаны.
В 2004—2005 годах — заведующий Государственной инспекцией Управления организационно-контрольной работы и кадровой политики Администрации Президента Республики Казахстан.
С 2005 по 2006 год — назначается исполнительным директором, затем председателем правления Общенационального союза предпринимателей и работодателей Казахстана «Атамекен».
25 сентября 2006 года назначен министром транспорта и коммуникаций Республики Казахстан.
3 марта 2009 года назначен заместителем Премьер-Министра Республики Казахстан.
19 августа 2009 года по совместительству назначен на должность председателя Совета директоров Казахстан Инжиниринг.
19 ноября 2009 года Указом Президента Республики Казахстан назначен акимом Карагандинской области.
С 20 января 2012 года — первый заместитель Премьер-министра Республики Казахстан.
С 24 сентября 2012 года — Премьер-министр Республики Казахстан.
2 апреля 2014 года — Президент Казахстана Нурсултан Назарбаев принял отставку Ахметова.
С 3 апреля по 22 октября 2014 года — министр обороны Республики Казахстан.

## Арест
19 ноября 2014 судом района Казыбек би города Караганды обвинён в преступлении предусмотренном статьей 176 УК РК (Присвоение или растрата вверенного чужого имущества), санкционирована мера пресечения — домашний арест.
В январе 2015 года скандально известный казахстанский блогер и публицист в СМИ опубликовал пост с информацией о смерти Ахметова, позже власти эту информацию опровергли. Европарламент осудил задержания Жандоса Байшемирова посчитав, что свобода выражения мнения в Казахстане отсутствует. В свою очередь блогер обратился международный комитет ООН по правам человека.
11 декабря 2015 года Серик Ахметов приговорён судом к 10 годам лишения свободы в колонии общего режима по обвинению в коррупции.
Из 21 человека, проходившего по «делу Ахметова», 12 подали апелляционную жалобу на приговор суда, в том числе и сам Серик Ахметов. Адвокат экс-премьера Николай Лесник 10 марта огласил в суде дополнение к апелляционной жалобе. В частности, он заявил, что Серик Ахметов признаёт свою вину в том, что, будучи акимом Карагандинской области и премьер-министром Казахстана, не досмотрел за отдельными лицами, допустившими хищение бюджетных средств в Карагандинской области. Серик Ахметов попросил апелляционную коллегию областного суда его оправдать.
Кроме того, незадолго до начала рассмотрения апелляционной жалобы сторона Серика Ахметова полностью возместила материальный ущерб государству за всех осужденных. Итого государству компенсирован ущерб в размере 2,2 млрд тенге.
В связи с этим апелляционная коллегия суда Карагандинской области смягчила срок заключения. Вместо 10 лет лишения свободы, назначенных судом первой инстанции, Серика Ахметова приговорили к 8 годам колонии.
29 марта 2016 года осужденный переведён в исправительное учреждение АК 159/18 посёлка Карабас Карагандинской области для отбытия наказания.
21 сентября 2017 года Ахметов вышел на свободу «в связи с заменой лишения свободы на ограничение».

## Персональная характеристика
Владеет английским, русским и казахским языками. Женат и имеет двоих детей, сына Данияра и дочь Жанну.

## Награды
- Орден Парасат[13]
- Орден «Курмет» (2005)
- Медаль «10 лет Астане» (2008)
- Медаль «20 лет независимости Республики Казахстан» (2011)[14]